# 鴻池新十郎
鴻池 新十郎（こうのいけ しんじゅうろう、1871年4月2日（明治4年2月13日） - 1929年（昭和4年）10月15日）は、鴻池財閥総裁、10代目鴻池善右衛門の二男。

## 経歴
大阪生まれ。幼名は善九郎。1888年（明治21年）慶應義塾に入学したが、病気退学。1900年（明治33年）同族の和泉町の鴻池家（鴻池新十郎家）を相続し新十郎を襲名。鴻池銀行、大阪倉庫の監査役に就任。豪商の子弟にあって庶民的な性格で知られていた。鴻池財閥の2代目総裁として鴻池の事業を引き継ぎ、日本有数の富豪として知られた。

## 家族
- 父・10代目鴻池善右衛門
- 兄・11代目鴻池善右衛門 - 妻のミチは三井室町家当主三井高保男爵（三井高福五男）の長女。
- 妻・サチ（1879年生） - 三井高保二女。先代鴻池新十郎に嫁ぎ、娘・房子を儲けたが、のち善九郎を入婿とし新十郎を襲名させた。弟に男爵三井高精（三井高保五男）。
- 継子・房子（1898年生） - 先代新十郎と妻サチの子。矢田市兵衛庶子・豊（1895年生）を婿養子に迎え新十郎を襲名させる。[1][2]